# Мечеть Джама (Барбадос)
Мечеть Джама (англ. Jama Mosque) або Мечеть Джумма (англ. Jumma Mosque) — мечеть у Бриджтауні, Барбадос.

## Історія
У 1949 році придбано земельну ділянку площею 622 м2, де сьогодні стоїть мечеть. Пізніше мечеть побудував Мохаммад Юсуф Дегіа, офіційне відкриття якої відбулося 26 січня 1951 року. У середині 1980-х років мечеть реконструйована з метою розширення та завершена наприкінці 1980-х років.

## Архітектура
Мечеть є найбільшою в країні. Побудована з використанням місцевих коралів, а декоративні блоки зроблені у формі зірки. Зелені вікна мечеті привезені з Німеччини. Початкова будівля мечеті, відкрита в 1951 році, могла вмістити 95 віруючих, але після реконструкції 1980-х років тепер вона може вмістити до 528 віруючих.

## Транспорт
До мечеті можна дійти пішки на схід від порту Бриджтауна.

## Зовнішні посилання
- Мечеть Джама у соцмережі «Facebook»